# Billy-Chevannes
Billy-Chevannes é uma comuna francesa na região administrativa de Borgonha-Franco-Condado, no departamento Nièvre. Estende-se por uma área de 24,64 km². Em 2010 a comuna tinha 307 habitantes (densidade: 12,5 hab./km²).